# Etrusc
|  | Per a altres significats, vegeu «Etrusc (desambiguació)». |

L'etrusc és una llengua morta parlada pels etruscs de l'antiga Etrúria (l'actual Toscana). Així com el basc, les llengües altaiques, les uràliques i el maltès, la llengua etrusca no pertany a la gran família de llengües indoeuropees d'Europa, ni s'hi ha demostrat cap relació. No s'ha pogut tampoc relacionar l'etrusc amb els altres grups coneguts de llengües, ni pel que fa al vocabulari, ni pel que fa a la gramàtica. Se suposa que és una llengua resultant de la fusió d'elements autòctons i asiàtics i es considera una llengua aïllada. Aquesta llengua té un alfabet propi, l'alfabet etrusc.

## Història
La llengua es va parlar des del primer mil·lenni aC, en resten inscripcions funeràries del 700 aC i textos cerimonials poc extensos. Els seus parlants s'estenien pel nord de l'actual Itàlia però van quedar absorbits per l'Imperi romà i la seva llengua es va perdre en un fenomen de substitució lingüística a favor del llatí. Com a llengua viva, podria haver desaparegut cap al començament del segle i, encara que els sacerdots la van conservar com a llengua sagrada.

## Intents de classificació
Ja de l'antiguitat hi ha diferències entre l'etrusc i les altres llengües de la regió que fan impossible que fossin parentes. Plini va relacionar-lo amb el rètic en la seva Naturalis Historia, hipòtesi possible però que només valdria per a una subfamília igualment aïllada de la resta d'idiomes. Avui dia, però, el consens en la comunitat científica és que l'etrusc està emparentat només amb els altres membres de l'anomenada família tirrena, grup isolat de les altres famílies lingüístiques. Des de l'estudi de Helmut Rix del 1998, hi ha un consens que les llengües tirrenes són el rètic, el lemni i l'etrusc.
Al llarg de la història, han sorgit hipòtesis que relacionarien l'etrusc amb famílies lingüístiques més conegudes però cap d'aquestes no té unanimitat entre els estudiosos:
- Anni, el 1498, va lligar l'hebreu i l'etrusc a un idioma original parlat per Noè.
- Mario Alinei, el 2003, va relacionar-lo amb l'hongarès, pel seu caràcter aglutinant i pels noms de les magistratures.[2]
- El 1861, Robert Ellis va emparentar-lo amb l'armeni.[3]
- Adrados afirmà que va néixer del grup de llengües indoeuropees, però que es va separar abans que la branca anatòlia, la més propera, i per aquest motiu hi presenta menys semblances de les esperades.
- Un grup de lingüistes britànics proposa una família anterior a l'indoeuropeu: la nostràtica, de la qual derivaria directament l'etrusc i així s'explicarien algunes similituds amb idiomes del mar Negre o amb el basc.
- Michel Morvan va trobar trets comuns amb l'hurrita, especialment en els nombres.

## Gramàtica
En resten inscripcions funeràries escrites de dreta a esquerra llegible amb l'alfabet derivat del grec, però que no es poden traduir. Segons les representacions gràfiques no hi ha sonores, hi ha quatre timbres vocàlics, els diftongs tendeixen a reduir-se i les consonants a acumular-se. No hi ha gènere gramatical, però el femení es distingeix d'alguna manera. El singular no té desinència. La del plural és -ar. La marca de datiu singular és -eri, i n'hi ha unes quantes de genitiu. N'han estat identificats alguns pronoms personals i algunes desinències verbals. Coneixem mots de parentiu, de magistrats, de temps, de culte i de política.
A la regió que va ocupar l'antiga Etrúria, hi ha restes en la toponímia d'elements lingüístics etruscs, i també en determinades característiques fonètiques del dialecte toscà.